# Эбихара, Юки
Юки Эбихара (яп. 海老原 有希; род. 28 октября 1985, Каминокава, Тотиги) — японская легкоатлетка, специалистка по метанию копья. Выступала за сборную Японии по лёгкой атлетике в 2004—2017 годах, победительница Азиатских игр, девятикратная чемпионка страны, участница двух летних Олимпийских игр.

## Биография
Юки Эбихара родилась 28 октября 1985 года в посёлке Каминокава префектуры Тотиги.
Проходила подготовку в Хамамацу, представляя легкоатлетический клуб компании Suzuki.
Впервые заявила о себе в лёгкой атлетике на международной арене в сезоне 2004 года, когда вошла в состав японской национальной сборной и выиграла бронзовую медаль в метании копья на юниорском азиатском первенстве в Ипохе. Позже стала пятой на юниорском мировом первенстве в Гроссето, установив при этом национальный рекорд среди юниоров — 54,44.
Начиная с 2006 года выступала среди взрослых спортсменок, в частности впервые стала чемпионкой Японии в метании копья и с личным рекордом 57,47 взяла бронзу на Азиатских играх в Дохе.
Будучи студенткой, в 2007 году представляла Японию на Универсиаде в Бангкоке, где показала в своей дисциплине восьмой результат.
В 2009 году метала копьё на чемпионате мира в Берлине, была четвёртой на чемпионате Азии в Гуанчжоу.
На Азиатских играх 2010 года в Гуанчжоу с результатом 61,56 превзошла всех своих соперниц и завоевала золотую медаль. Данный результат на тот момент являлся не только рекордом Японии, но и всей Азии.
В 2011 году стала девятой на чемпионате мира в Тэгу.
Выполнив олимпийский квалификационный норматив (61,00), удостоилась права защищать честь страны на летних Олимпийских играх 2012 года в Лондоне. Метнула здесь копьё на 59,25 метра, чего оказалось недостаточно для преодоления предварительного квалификационного этапа.
В 2013 году отметилась выступлением на чемпионате мира в Москве.
На Азиатских играх 2014 года в Инчхоне стала в метании копья четвёртой.
В 2015 году соревновалась на чемпионате мира в Пекине.
Благополучно прошла отбор на Олимпийские игры 2016 года в Рио-де-Жанейро, уложившись в олимпийский квалификационный норматив (62,00). Здесь метнула копьё на 57,68 метра и так же в финал не вышла.
После Олимпиады в Рио Эбихара ещё в течение некоторого времени оставалась действующей спортсменкой и продолжала принимать участие в крупнейших легкоатлетических стартах. Так, в 2017 году она одержала победу на чемпионате Японии в Осаке, став таким образом девятикратной чемпионкой страны в метании копья. На чемпионате мира в Лондоне с результатом 57,51 не смогла пройти дальше предварительного квалификационного этапа.